# Anna Jagellona (1476-1503)
Anna Jagellona, (in polacco: Anna Jagiellonka, in lituano: Ana Jogailaitė, in tedesco: Anna Jagiellonica) (Nieszawa, 12 marzo 1476 – Ueckermünde, 12 agosto 1503), è stata una principessa polacca membro della Dinastia Jagellonica e per matrimonio Duchessa di Pomerania.

## Biografia
Anna era la quinta figlia di Casimiro IV di Polonia, e di sua moglie, Elisabetta d'Asburgo. 
Dal novembre 1479 fino all'autunno del 1484 Anna visse nel Granducato di Lituania con la sua famiglia e in seguito accompagnò i suoi genitori nei viaggi in Polonia e Lituania. Non ci sono informazioni sui suoi primi anni e sulla sua educazione.

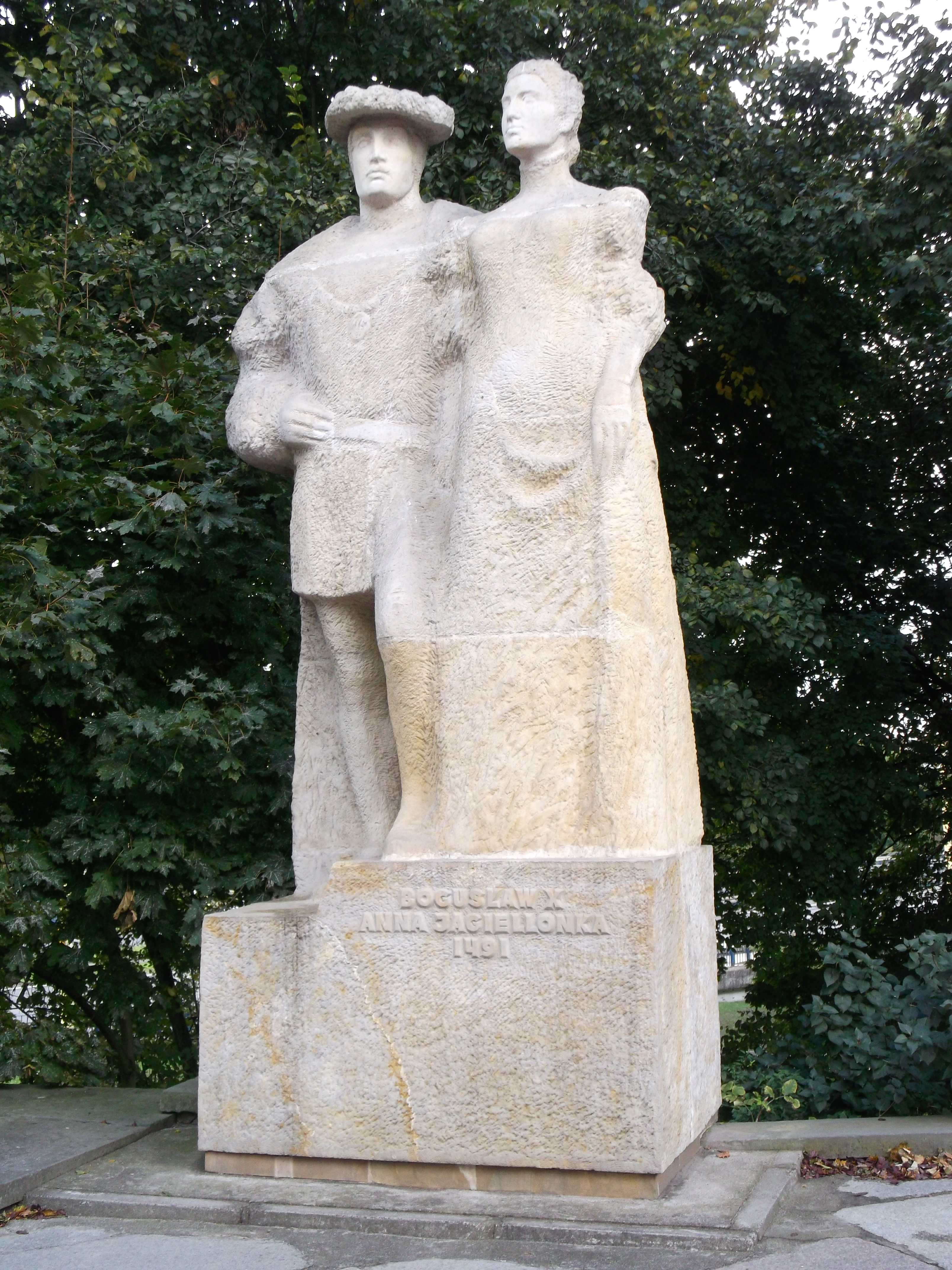
Monumento di Boghislao X di Pomerania e Anna. Palazzo Ducale.

## Matrimonio
Casimiro IV volle organizzare un matrimonio tra Anna e l'arciduca Massimiliano d'Austria, figlio ed erede dell'imperatore Federico III. Nella primavera del 1486 gli inviati polacchi arrivarono a Colonia per discutere la proposta e mostrarono persino un ritratto della principessa, ma gli Asburgo non mostrarono interesse per la questione.
Durante il 1489-1490 Mikołaj Kościelecki, vescovo di Chełm, arrivò a Barth per iniziare i negoziati per un matrimonio tra Anna e Boghislao (Bogislaw) X, duca di Pomerania. Il 7 marzo 1490 nella città di Hrodna fu firmato un accordo su questa unione da Adam Podewils (Governatore di Białogard), Werner Schulenburg (Governatore di Stettino) e Bernard Roth come rappresentante dell'Ordine di Malta. Allo stesso tempo, è stato eseguito il matrimonio per procura di Anna e Boghislao X, che è stato sostituito nella cerimonia da Podewils.
Casimiro IV diede a sua figlia la somma di 32.000 złoty ungheresi come dote, che furono assicurati dalle città di Lauenburg, Lębork e Bytów. Il 1 febbraio 1491 Boghislao X diede alla sua sposa come regalo di nozze i distretti di Rügenwalde, Białogard e Greifenberg. Il pagamento completo della dote della principessa durò diversi decenni. Il 3 maggio 1526 il re Sigismondo I il Vecchio ricevette dai figli di Boghislao X la somma di 14.000 złoty in cambio del trasferimento di Lębork e Bytów. Gli altri 18.000 złoty furono pagati probabilmente solo in 1533.
Anna arrivò a Łęczyca intorno al 15 gennaio 1491. Il 2 febbraio nella città di Stettino si è svolta la cerimonia nuziale tra lei e Boghislao X. L'evento è stato molto sontuoso e ha visto la partecipazione, tra gli altri, di Sofia, Duchessa di Pomerania e madre di Boghislao X, e dei suoi cognati, i duchi Magnus II e Baldassarre di Meclemburgo.
Al momento del suo matrimonio, Anna aveva solo 14 anni. Era la seconda moglie del duca, il cui primo matrimonio con Margherita di Brandeburgo era stato turbolento e senza figli. Per Boghislao X, questa unione rafforzò i suoi legami con la Polonia. La sua lunga disputa con Brandeburgo terminò nel segno di un trattato il 26 marzo 1493 nella città di Pyrzyce; come mediatore in questo accordo, ha partecipato al re polacco Giovanni I Alberto come richiesta di suo cognato.
La coppia ducale risiedeva principalmente a Stettino, dove Boghislao X rinnovò ed espanse il castello locale. Ebbero otto figli:
- Anna (1492-25 aprile 1550),, sposò il duca Giorgio I di Schlesien-Liegnitz;
- Giorgio I (11 aprile 1493-10 maggio 1531);
- Casimiro (28 aprile 1494-29 ottobre 1518);
- Sofia (1498 - 1568), sposò Federico I di Danimarca
- Elisabetta (1499-27 maggio 1518);
- Barnim (12 aprile 1500-2 dicembre 1501);
- Barnim IX (2 dicembre 1501-2 novembre 1573);
- Otto (12 agosto 1503-1518).

Il 16 dicembre 1496 Boghislao X lasciò i suoi domini per sostenere l'imperatore Massimiliano I nella sua guerra contro il re Carlo VIII di Francia. Successivamente, si recò in pellegrinaggio in Terra santa, da cui ritornò solo il 12 aprile 1498. Durante la sua assenza, la Reggenza del Ducato fu esercitata da Benedikt von Waldstein, vescovo di Cammin, e dal cancelliere Georg Kleist; tuttavia anche Anna partecipò al governo del ducato con incarichi minori, secondo lo storico Fryderyk Papée.
Nell'autunno del 1503 una ribellione degli abitanti di Stettino, costrinse Boghislao X a trasferire la sua famiglia prima in Gartz e successivamente nel castello di Ueckermünde.

## Morte
Secondo le cronache del cronista Thomas Kantzow, Anna si ammalò dopo essere arrivata a Ueckermünde, perché lì le pareti sono state recentemente ricoperte di calce, e questo l'ha colpita nel cuore. Gli storici moderni, basandosi sui resoconti del cronista Joachim von Wedel, ipotizzarono che la vera causa della sua morte potesse essere la polmonite o la tubercolosi.
Anna morì il 12 agosto 1503 a Ueckermünde e fu sepolta nell'Abbazia di Eldena a Greifswald. Il luogo di sepoltura della Duchessa è stato commemorato con una lapide collocata tra le rovine dell'Abbazia.

## Ascendenza
|                        |                      |                               | Genitori                |  |  | Nonni |  |  | Bisnonni |  |  | Trisnonni |  |
|                        |                      |                               |                         |  |  |       |  |  | Algirdas |  |  | Gediminas |  |
|                        |                      |                               |                         |  |  |       |  |  | Algirdas |  |  | Gediminas |  |
|                        |                      | Jewna                         |                         |  |  |       |  |  | Algirdas |  |  |           |  |
| Ladislao II di Polonia |                      |                               |                         |  |  |       |  |  | Algirdas |  |  |           |  |
|                        |                      | Uliana di Tver'               | Alessandro I di Tver'   |  |  |       |  |  |          |  |  |           |  |
|                        |                      | Uliana di Tver'               | Alessandro I di Tver'   |  |  |       |  |  |          |  |  |           |  |
|                        |                      | Uliana di Tver'               | Anastasia di Galizia    |  |  |       |  |  |          |  |  |           |  |
| Casimiro IV di Polonia |                      | Uliana di Tver'               |                         |  |  |       |  |  |          |  |  |           |  |
|                        |                      | Andrea Alšėniškis             | Jonas Alšėniškis        |  |  |       |  |  |          |  |  |           |  |
|                        |                      | Andrea Alšėniškis             | Jonas Alšėniškis        |  |  |       |  |  |          |  |  |           |  |
|                        |                      | Andrea Alšėniškis             | Agrippina               |  |  |       |  |  |          |  |  |           |  |
| Sofia Alšėniškė        |                      | Andrea Alšėniškis             |                         |  |  |       |  |  |          |  |  |           |  |
|                        |                      | Aleksandra Druckaja           | Demetrio I Staršyj      |  |  |       |  |  |          |  |  |           |  |
|                        |                      | Aleksandra Druckaja           | Demetrio I Staršyj      |  |  |       |  |  |          |  |  |           |  |
|                        |                      | Aleksandra Druckaja           | …                       |  |  |       |  |  |          |  |  |           |  |
| Anna Jagellona         |                      | Aleksandra Druckaja           |                         |  |  |       |  |  |          |  |  |           |  |
|                        | Alberto IV d'Asburgo | Alberto III d'Asburgo         |                         |  |  |       |  |  |          |  |  |           |  |
|                        | Alberto IV d'Asburgo | Alberto III d'Asburgo         |                         |  |  |       |  |  |          |  |  |           |  |
|                        | Alberto IV d'Asburgo | Beatrice di Norimberga        |                         |  |  |       |  |  |          |  |  |           |  |
| Alberto II d'Asburgo   | Alberto IV d'Asburgo |                               |                         |  |  |       |  |  |          |  |  |           |  |
|                        |                      | Giovanna di Baviera-Straubing | Alberto I di Baviera    |  |  |       |  |  |          |  |  |           |  |
|                        |                      | Giovanna di Baviera-Straubing | Alberto I di Baviera    |  |  |       |  |  |          |  |  |           |  |
|                        |                      | Giovanna di Baviera-Straubing | Margherita di Brieg     |  |  |       |  |  |          |  |  |           |  |
| Elisabetta d'Asburgo   |                      | Giovanna di Baviera-Straubing |                         |  |  |       |  |  |          |  |  |           |  |
|                        |                      | Sigismondo di Lussemburgo     | Carlo IV di Lussemburgo |  |  |       |  |  |          |  |  |           |  |
|                        |                      | Sigismondo di Lussemburgo     | Carlo IV di Lussemburgo |  |  |       |  |  |          |  |  |           |  |
|                        |                      | Sigismondo di Lussemburgo     | Elisabetta di Pomerania |  |  |       |  |  |          |  |  |           |  |
| Elisabetta di Boemia   |                      | Sigismondo di Lussemburgo     |                         |  |  |       |  |  |          |  |  |           |  |
|                        |                      | Barbara di Cilli              | Ermanno II di Cilli     |  |  |       |  |  |          |  |  |           |  |
|                        |                      | Barbara di Cilli              | Ermanno II di Cilli     |  |  |       |  |  |          |  |  |           |  |
|                        |                      | Barbara di Cilli              | Anna di Schauenburg     |  |  |       |  |  |          |  |  |           |  |
|                        |                      | Barbara di Cilli              |                         |  |  |       |  |  |          |  |  |           |  |